# District industriel
 (janvier 2013).
Un district industriel (calque de l'anglais "industrial district", littéralement "quartier sectoriel") est une agglomération d'entreprises indépendantes les unes des autres, spécialisées sectoriellement, souvent dans une industrie (manufacturière), parfois dans l'artisanat, et qui, prises dans leur ensemble, atteignent une grande échelle de production. La notion est proche de celle de cluster, anglicisme parfois employé comme synonyme de district industriel, mais qui peut aussi avoir un sens plus large.

## Historique
Le concept a été développé par Alfred Marshall à partir de 1890. La notion de district marshallien est une notion géographique et économique qui concerne un lieu utilisé pour faciliter la complémentarité des compétences. Il a été remis à jour par des sociologues (comme Arnaldo Bagnasco) et des économistes (tels que Giacomo Becattini) à la fin des années 1970, dans le contexte du développement de la « Tre Italia » (la « troisième Italie », entre Italie du Nord et Mezzogiorno) qui s'appuyait sur une myriade de PME dynamiques, exportatrices, en réseaux et en concurrence.
La structure économique qu’il décrit présente un ensemble de traits étroitement articulés : l’agglomération de l’industrie sur un territoire géographiquement délimité, la spécialisation de l’industrie dans une seule production, le rassemblement d’un grand nombre d’entreprises de petite taille spécialisées dans une phase (ou un petit nombre de phases) de la fabrication du produit, le développement d’activités industrielles et commerciales auxiliaires, une atmosphère industrielle favorable à l’apprentissage. Marshall explique l’agglomération initiale des activités économiques par la présence d’avantages comparatifs – ressources naturelles,facilités de communication– mais lorsque l'industrie a ainsi choisi une localité, elle a des chances d’y rester longtemps, tant sont grands les avantages que présente pour les gens adonnés à la même industrie qualifiée, le fait d’être près les uns des autres.  Autrement dit, la pérennité de la concentration géographique de l’industrie dans un site donné dépend des économies externes dont, avec le temps, elle bénéficie et qui induisent un processus cumulatif de renforcement de la dynamique territoriale.  La grande originalité de Marshall est, en effet, de distinguer les économies internes « qui tiennent aux ressources des entreprises individuelles, à leur organisation et à l’excellence de leur direction » des économies externes qui « tiennent au développement général de l’industrie ». La concentration géographique permet de bénéficier d’une variété particulière d’économies externes : celles générées par l’agglomération des activités économiques.  En effet, les entreprises d’un district industriel tirent avantage d’avoir accès à des biens intermédiaires et des services spécialisés à moindre coût, à une main-d’œuvre spécialisée et qualifiée, et à un réservoir de connaissances techniques communes reposant sur l’apprentissage collectif et le partage des informations. C’est dire que la dynamique du district marshallien repose moins sur les avantages initialement donnés que sur ceux créés au fil du temps. Finalement, les entreprises elles-mêmes façonnent le territoire et, de fait, le district.
Les études en sciences sociales, qui se sont multipliées ces dernières années autour de ces questions, participent d'un intérêt renouvelé pour les mutations des systèmes productifs associées aux reconfigurations économiques et spatiales. Ces études associent travaux sur le local et travaux sur le global.

## Exemples de districts industriels
- Choletais : industrie textile (mouchoirs, pantoufles...)
- Fougères: chaussures
- Oyonnax : matières plastiques
- Romans : chaussures
- Vallée de l'Arve : décolletage
- Thiers : coutellerie[2]
- Le Vimeu : serrurie